# Ernest II z Saksonii-Altenburga
Ernst II Bernhard Georg Johann Karl Friedrich Peter Albert von Sachsen-Altenburg (ur. 31 sierpnia 1871 w Altenburgu, zm. 22 marca 1955 w Altenburgu) – książę Saksonii-Altenburga z dynastii Wettynów.

## Życiorys
Ernest urodził się 31 sierpnia 1871 roku na zamku Altenburg jako pierwsze z pięciorga dzieci księcia Maurycego  z Saksonii-Altenburga i jego żony Augusty z Saksonii-Meiningen, siostry księcia Jerzego II z Saksonii-Meiningen. Mały Ernest był jedynym synem pary książęcej. Miał cztery siostry: Marię Annę, Elżbietę, Małgorzatę i Luizę. Szczególnie związany był z tą ostatnią. Jako dziecko dobrze czuł się w pałacu swoich rodziców, ale także Eisenburg, gdzie dłuższe niż zwykle przejażdżki powozem bywały zawsze dużym przeżyciem.
Od 1884 roku chodził do gimnazjum w Dreźnie, a w latach 1886–1889 do chrześcijańskiego gimnazjum w Eisenbergu. W 1890 roku rozpoczął studia na Akademii w Lozannie. Potem w latach 1891–1892 studiował przez dwa semestry na Uniwersytecie w Jenie nauki przyrodnicze, jak również urbanistykę, historię i filozofię. W 1892 roku przeniósł się na Uniwersytet w Heidelbergu. Od 1893 roku uczęszczał do szkoły wojskowej w Kassel i zdał w 1894 roku oficjalne egzaminy w Berlinie. We wrześniu 1894 wstąpił jako podporucznik do królewskiej piechoty.
W 1898 roku książę Ernest poślubił księżniczkę Adelajdę z Schaumburg-Lippe (1875–1971). Z małżeństwa tego urodziło się czworo dzieci:
- Karolina Agnieszka (1899–1996),
- Jerzy Maurycy (1900–1991),
- Elżbieta (1903–1991),
- Fryderyk Ernest (1905–1985).

W latach 1903–1905 Ernest odbywał służbę wojskową w sztabie generalnym i brał udział w licznych ćwiczeniach wojskowych.

## Panowanie
Bezpośrednio po śmierci wuja Ernesta I objął rządy w księstwie jako Ernest II w dniu 7 lutego 1908 roku. Jednocześnie został dowódcą Turyńskiego Regimentu Piechoty nr 153 oraz Saksońskiego Batalionu Myśliwskiego nr 12 we Freibergu. W tym samym roku cesarz Wilhelm II nadał mu Order Orła Czarnego. Jako władca bliski ludowi przyjmował regularnie audiencje. Wyrażał posłuchanie każdemu, kto był tym zainteresowany. Ernest II śledził na bieżąco badania naukowe i rozwój techniki. Posiadał jedno z pierwszych aut w swoim księstwie. Patronował podróży badawczej na Spitsbergen. Podejmował podróżników odwiedzających księstwo. Otwierał nowe lotniska.
Z chwilą wybuchu I wojny światowej Ernest II został dowódcą Ósmego Turyńskiego Regimentu Piechoty nr 153 wchodzącego w skład IV Korpusu Armii Niemieckiej. W dniu 19 sierpnia 1914 roku został mianowany generałem, a po bitwie nad Marną odznaczony Krzyżem Żelaznym I Klasy. Po przebyciu choroby w sierpniu 1916 wrócił do aktywnej walki. W październiku 1918 roku w obliczu zbliżającej się klęski, gdy istnienie monarchii było coraz bardziej zagrożone, zwlekał z wprowadzeniem choćby częściowych reform, w tym z wprowadzeniem nowego prawa wyborczego. 7 listopada 1918 roku wybuchły w księstwie zamieszki. Książę próbował jeszcze ratować sytuację uzupełniając skład rządu o grupę socjaldemokratów. Bezskutecznie. Dnia 13 listopada został zmuszony do abdykacji.

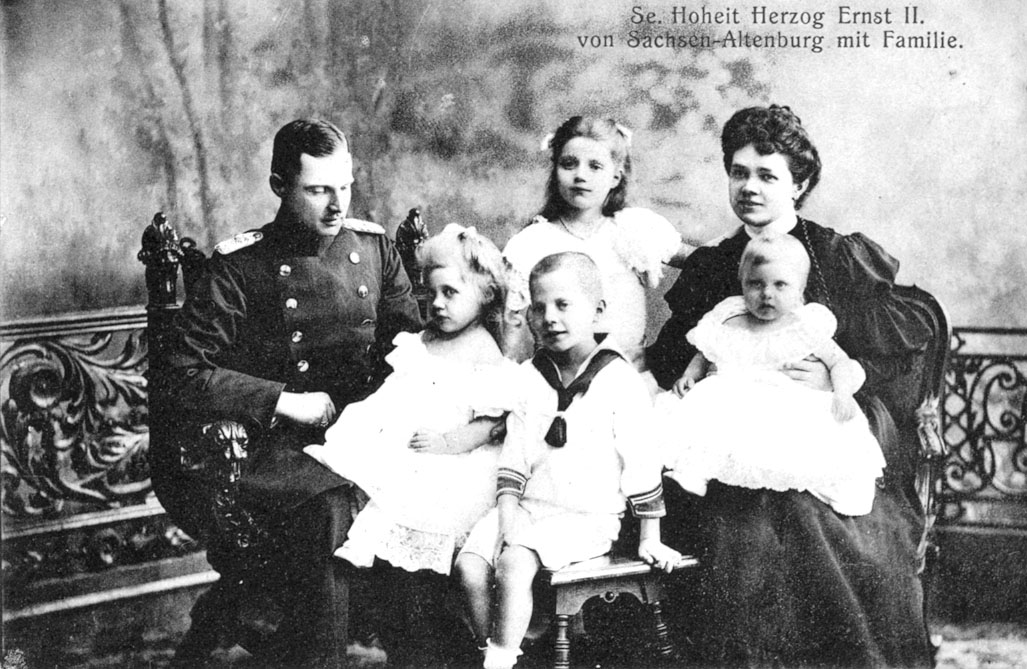
Książę Ernest II Sachsen-Altenburg z rodziną, 1906

## Republika Weimarska i czas narodowego socjalizmu
Ernest II od 1922 roku żył pod zmienionym nazwiskiem jako baron Ernest von Rieseneck na zamku Fröhliche Wiederkunft w miejscowości Trockenborn-Wolfersdorf. Od kwietnia 1919 roku słuchał wykładów z fizyki, oceanografii i filozofii na Uniwersytecie w Berlinie. W 1920 roku rozwiódł się z żoną Adelajdą. Na swoim zamku Fröhliche Wiederkunft założył obserwatorium astronomiczne, które wyposażone było w najnowocześniejszy sprzęt tamtych czasów i służyło do wielokierunkowych badań. Na początku 1930 studiował na Uniwersytecie w Jenie w Instytucie Astrofizyki. W 1934 rząd nazistów zezwolił mu na ponowne noszenie nazwiska Ernest, książę Sachsen-Altenburg. W 1939 roku poślubił wieloletnią towarzyszkę życia, tancerkę Marię Triebel. Nosiła ona do śmierci tytuł baronowej von Rieseneck. Od 1 maja 1935 roku był członkiem NSDAP (Nr. 4.868.032), a w 1938 roku otrzymał honorowe odznaczenie miasta Altenburg. 10 kwietnia 1943 roku podarował zamek Altenburg miastu.

## Strefa sowiecka i NRD
Chociaż zamek Fröhliche Wiederkunft w 1946 roku w związku z podziałem włączony został do radzieckiej strefy okupacyjnej w Niemczech Ernest otrzymał pozwolenie na zamieszkanie w zamku do końca życia. Odrzucił jednocześnie ofertę syna Jerzego, by zamieszkać w brytyjskiej strefie okupacyjnej na zamku Hamborn. Był jedynym byłym niemieckim władcą, który był obywatelem NRD. Ernest zmarł w maju 1955 roku i został pochowany w grobowcu Krähenhütte w Trockenborn-Wolfersdorf.